# Braque (chien)
Pour les articles homonymes, voir Braque.
Le braque, ou chien de type braccoïde, est un type morphologique de chien utilisé comme chien d'arrêt généralement à poil ras et à oreilles pendantes. 
Plusieurs races de chien sont considérées comme des braques. Les braques font partie de la section 1 du groupe 7 de la Fédération cynologique internationale.

## Caractéristiques morphologiques
La tête est de forme prismatique avec des oreilles tombantes. Le museau aussi large à l'extrémité qu'à la base avec un front caractérisé par une dépression. Les lèvres sont longues et flottantes et les supérieures dépassent sensiblement la mâchoire inférieure. La queue est le plus souvent écourtée.

## Races de chiens considérées comme des braques
Il comprend les races suivantes :
- Braque allemand à poil court
- Braque allemand à poil dur
- Braque allemand à poil raide
- Braque d'Auvergne
- Braque de l'Ariège
- Braque de Burgos
- Braque de Weimar
- Braque du Bourbonnais
- Braque Dupuy
- Braque français, type Gascogne
- Braque français, type Pyrénées
- Braque hongrois à poil court
- Braque hongrois à poil dur
- Braque italien
- Braque portugais
- Braque Saint-Germain
- Braque slovaque à poil dur
- Chien d'arrêt danois ancestral
- Pudelpointer

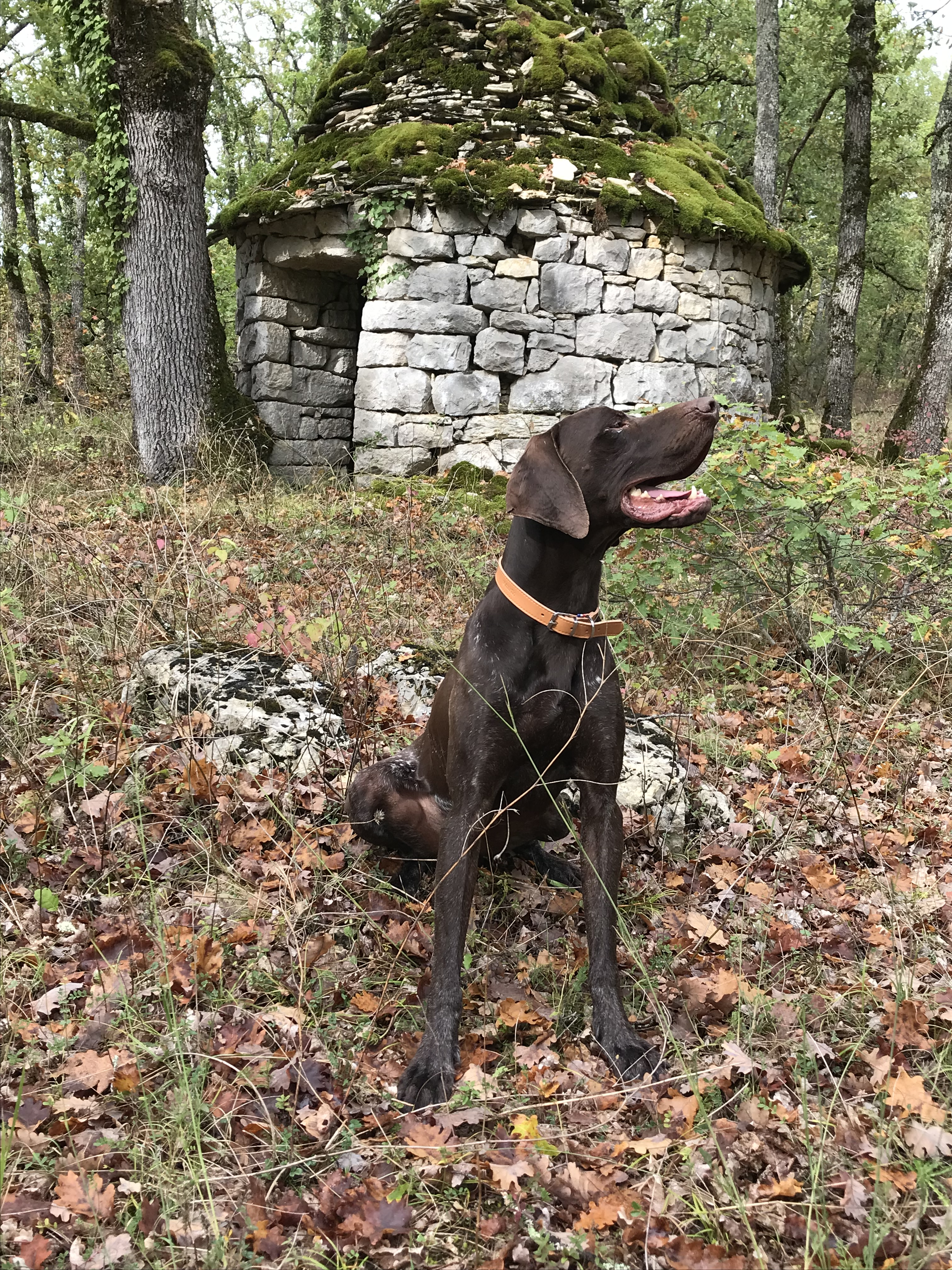
Braque allemand à poil court, le plus répandu dans le monde, ici assis devant une caselle.

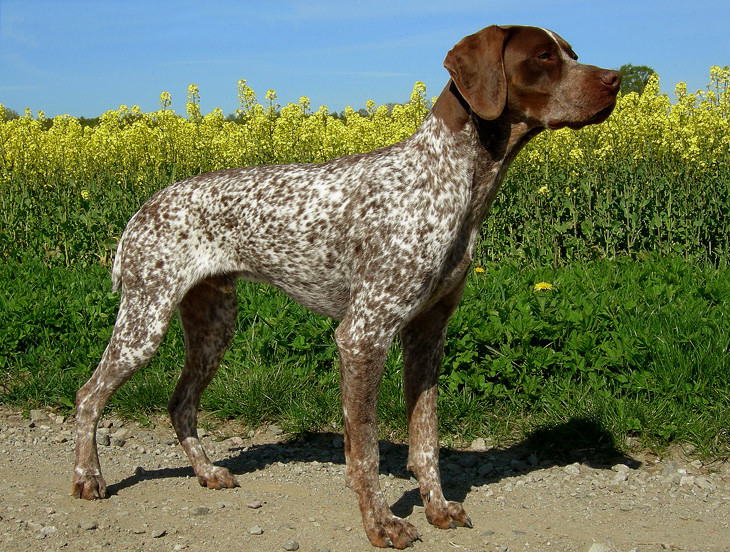
Un braque français, type Pyrénées.

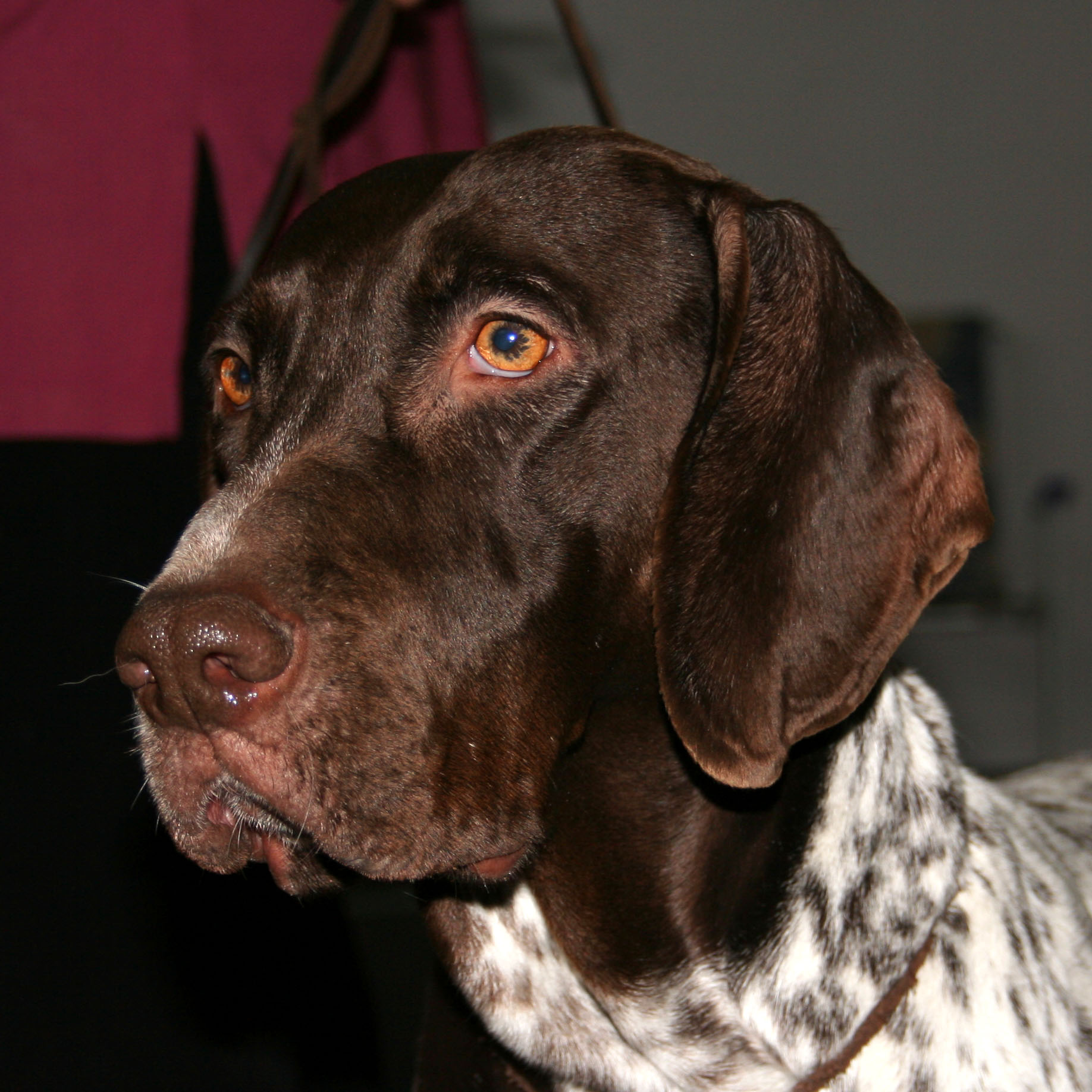
Chien d'arrêt danois ancestral.

Le brachet est une variété de braque et désigne plusieurs races de chiens du groupe 6 de la FCI (chien courant) :
- Le brachet allemand
- Le brachet de Styrie à poil dur
- Le brachet noir et feu
- Le brachet polonais
- Le brachet tyrolien
- Le brachet hongrois